# Letnie Mistrzostwa Norwegii w Skokach Narciarskich 2018
Letnie Mistrzostwa Norwegii w Skokach Narciarskich 2018 – zawody, mające za zadanie wyłonić najlepszych skoczków w kraju na igielicie. Rozegrane miały zostać 10–11 listopada w Oslo na skoczni normalnej Midtstubakken.
Bronić tytułu sprzed roku mieli Maren Lundby w kategorii kobiet, a wśród mężczyzn Daniel-André Tande.

## Przebieg zawodów
W pierwszy dzień planowanych mistrzostw rozegrano w całości serie próbne kobiet i mężczyzn przed głównymi zawodami na skoczni normalnej, gdzie wśród kobiet najdalej poszybowała Maren Lundby oraz Ingebjørg Saglien Bråten na odległość 89 metrów, a wśród mężczyzn Robert Johansson – 106 metrów, czyli równo z rozmiarem skoczni. 
Zaraz po rozegraniu serii próbnych obu kategorii przystąpiono do rozegrania konkursu głównego w kategorii mężczyzn. Na starcie zawodów pojawiło się łącznie osiemdziesięciu zawodników. Po oddanych próbach trzydziestu dwóch skoczków organizatorzy mistrzostw zdecydowali o przerwaniu konkursu, czego głównym powodem była pogoda, przez którą lodowe tory, w które wyposażona była skocznia zaczęły topnieć. Poza tym zaczął także wzmagać się silny wiatr. Organizatorzy postanowili odwołać również zaplanowany na dzień następny konkurs drużynowy, a swoją decyzję opierają na prognozach, które mówią, iż w stolicy Norwegii ma wystąpić jeszcze silniejszy wiatr, oraz mocniejsze opady deszczu.

## Wyniki

### Seria próbna mężczyzn – 10 listopada 2018 – HS106
| Msc. | Zawodnik                  | Klub           | Odległość | Punkty |
| ---- | ------------------------- | -------------- | --------- | ------ |
| 1.   | Robert Johansson          | IL Lillehammer | 106,0 m   | 101,8  |
| 2.   | Thomas Aasen Markeng      | Lensbygda SK   | 104,0 m   | 91,2   |
| 3.   | Halvor Egner Granerud     | Asker SK       | 99,5 m    | 88,8   |
| 4.   | Johann André Forfang      | Tromsø SK      | 98,5 m    | 86,8   |
| 5.   | Sondre Ringen             | Bækkelagets SK | 98,0 m    | 85,8   |
| 6.   | Daniel-André Tande        | Kongsberg IF   | 97,5 m    | 84,8   |
| 7.   | Andreas Stjernen          | Sprova IL      | 95,5 m    | 80,8   |
| 8.   | Richard Haukedal          | Bækkelagets SK | 98,5 m    | 80,2   |
| 9.   | Anders Fannemel           | IL Lillehammer | 95,0 m    | 79,8   |
| 10.  | Oscar Petersen Westerheim | Bækkelagets SK | 98,0 m    | 79,2   |
| . .. |                           |                |           |        |

### Seria próbna kobiet – 10 listopada 2018 – HS106
| Msc. | Zawodniczka              | Klub             | Odległość | Punkty |
| ---- | ------------------------ | ---------------- | --------- | ------ |
| 1.   | Maren Lundby             | IL Lillehammer   | 89,0 m    | 61,2   |
| 2.   | Ingebjørg Saglien Bråten | Etnedal Skilag   | 89,0 m    | 48,0   |
| 3.   | Silje Opseth             | Holeværingen IL  | 81,5 m    | 46,2   |
| 4.   | Gyda Westvold Hansen     | IL Granåsen      | 82,5 m    | 35,0   |
| 4.   | Thea Sofie Kleven        | Gjerpenkollen HK | 82,5 m    | 35,0   |
| 6.   | Eirin Maria Kvandal      | Mosjøen IL       | 77,5 m    | 32,0   |
| 7.   | Karoline Røstad          | Skogn IL         | 75,5 m    | 25,0   |
| 8.   | Pernille Kvernmo         | Steinkjer SK     | 70,0 m    | 21,0   |
| 9.   | Eva Elise Amble          | Ullensaker SK    | 68,0 m    | 10,0   |
| 10.  | Mille Marie Hagen        | Haslum IL        | 60,0 m    | 6,0    |
| . .. |                          |                  |           |        |